# Caseneuve
Caseneuve là một xã trong tỉnh Vaucluse thuộc vùng Provence-Alpes-Côte d’Azur ở đông nam nước Pháp. Xã này nằm ở khu vực có độ cao trung bình 555 mét trên mực nước biển.
Sông Calavon tạo thành ranh giới tây nam thị trấn.
- Luberon